# Fukujinzuke

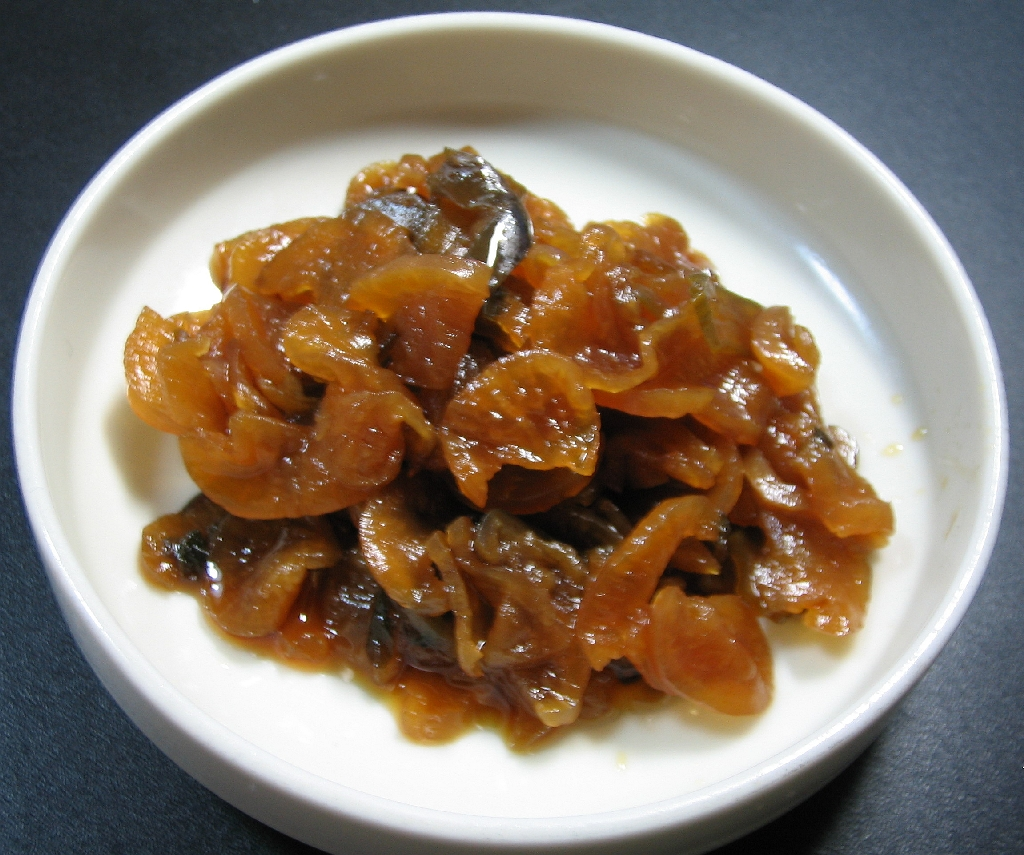
Fukujinzuke.

El fukujinzuke (福神漬?) es uno de los tipos más populares de encurtido en la gastronomía de Japón, usado comúnmente como condimento en el curry japonés. Para prepararlo, se pican finamente verduras como daikon, berenjena, raíz de loto y pepino, y se encurten en un base que se sazona con salsa de soja. El producto resultante tiene una textura crujiente.

## Características
El nombre procede de una historia de los Siete Dioses de la Fortuna. En un homenaje al nombre, algunas variedades de fukujinzuke consisten en siete tipos diferentes de verdura, añadiéndose haba espada (鉈豆 natamame?), perilla, setas shiitake y semillas de sésamo a los cuatro ingredientes principales.
- Datos: Q1926868
- Multimedia: Fukujinzuke / Q1926868